# Tabula Rasa (альбом)
Tabula Rasa — шестой студийный альбом немецкой экспериментальной музыкальной группы Einstürzende Neubauten, изданный в 1993 году. Достиг 38-й строчки в немецком национальном хит-параде Media Control Charts.

## Об альбоме
Обозреватель Allmusic Аннти Джей Равелин в своей рецензии отмечает, что «Tabula Rasa пытается сохранить традиции, не впадая в повторения, но привнеся что-то новое в музыку Einstürzende Neubauten». Критик говорит, что каждая песня интересна, но в особенности выделяет «Die Interimsliebenden» и «Headcleaner». Автор Stylus Magazine Скотт Маккитинг утверждает, что звучание Tabula Rasa «наиболее доступное и коммерческое», но вместе с тем отмечает, что «дух экспериментаторства» в коллективе всё ещё живёт.

## Список композиций
Слова и музыка: Бликса Баргельд, Марк Чунг, Ф. М. Айнхайт, Александр Хаке, Н. У. Унру.
1. «Die Interimsliebenden» — 7:41
2. «Zebulon» — 3:43
3. «Blume» — 4:33
4. «12305(te) Nacht’» — 4:13
5. «Sie» — 6:08
6. «Wüste» — 4:07
7. «Headcleaner» — 9:55

- «I. Zentrifuge / Stabs / Rotlichtachse / Propaganda / Aufmarsch»
- «II. Einhorn»
- «III. Marschlied»

1. «Headcleaner» — 5:12

- «Das Gleissen / Schlacht»
- «IV. Lyrischer Rückzug»

## Участники записи
Einstürzende Neubauten
- Бликса Баргельд — вокал
- Александр Хаке — гитара, вокал
- Ф. М. Айнхайт — перкуссия, клавишные, вокал
- Марк Чунг — бас-гитара, вокал
- Н. У. Унру — перкуссия, вокал

Приглашённые музыканты
- Анита Лейн — вокал («Blume», «Wüste»)
- Роланд Вульф — орган («12305(te Nacht)»)
- Рейнхард Алленберг — альт («Wüste»)
- Матис Фишер — скрипка («Wüste»)